# 레이몽 부샤르

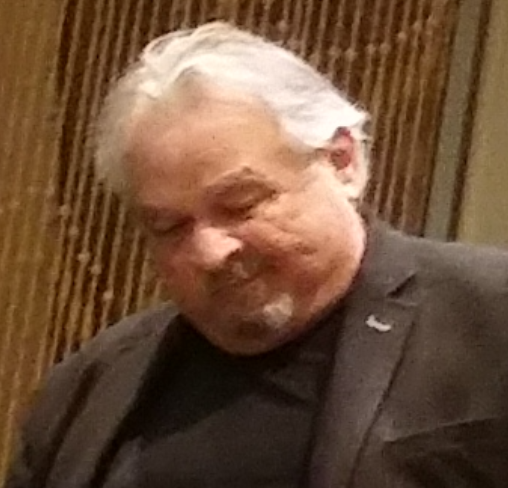

레이몽 부샤르(Raymond Bouchard, 1945년 3월 7일 ~ )는 캐나다의 배우, 텔레비전 배우이다.
르바이스에서 태어났다.

## 출연 작품

### 영화
- 선생님들 2 (2015년)
- 선생님들 (2013년)
- 썸머 크라이시스 (2013년)
- 노에미: 르 시크릿 (2009년)
- 파더 앤 건스 (2009년)
- 니트로 (2007년) - 멕 역
- 리메이크 (2006년)
- 대단한 유혹 (2003년)
- 플로리다 플로리다 (1993년)
- 스모키 밴디트 3 (1983년)

### 텔레비전
- 오퍼레이션 입실론 (1987, Opération Ypsilon)